# Juri Stepanowitsch Netschajew-Malzow

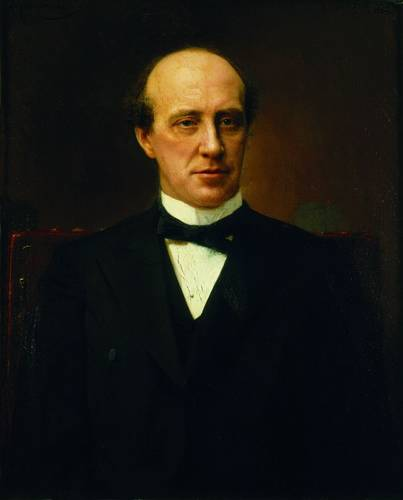
Porträt von Juri Stepanowitsch Netschajew. 1885.

Juri Stepanowitsch Netschajew-Malzow (russisch Ю́рий Степа́нович Неча́ев-Мальцо́в; * 11. Oktoberjul. / 23. Oktober 1834greg. auf dem Gut der Netschajews in Storoschewaja Slobodka, heute Polibino im Rajon Dankow, Oblast Lipezk; † 6. Oktoberjul. / 19. Oktober 1913greg.) war ein russischer Industrieller und Mäzen.

## Leben
Juri Stepanowitsch Netschajew gehörte einer traditionsreichen Adelsfamilie an. Sein Vater Stepan Dmitrijewitsch Netschajew (1792–1860) war hoher Beamter, Ober-Procurator des Heiligen Synods, Historiker, Dichter und Gründer des ersten Museums der Schlacht auf dem Kulikowo Pole.
Nach dem Besuch des Ersten Moskauer Gymnasiums studierte Netschajew Jura an der Universität Moskau mit Abschluss 1857. Darauf arbeitete er im Haupt-Archiv des Ministeriums für Auswärtige Angelegenheiten in St. Petersburg, war Übersetzer und Dolmetscher und reiste in diplomatischen Missionen nach Berlin, Paris und anderen europäischen Städten.
1880 trat Netschajew das Erbe seines Onkels Iwan Sergejewitsch Malzow (1807–1880) an, zu dem mehrere Fabriken und Werke in verschiedenen Teilen Russland gehörten. Das größte Werk war das Gus-Glaswerk am Fluss Gus in Gus-Chrustalny. Mit dem Erbe nahm er auch den Namen seines Onkels an und nannte sich nun Netschajew-Malzow. 1883/1884 ließ er das Innere seines Petersburger Hauses von dem Architekten Leonti Nikolajewitsch Benois im Rokoko-Stil umgestalten.
In St. Petersburg unterstützte Netschajew-Malzow den Seemannfürsorgeverein, das Nikolaus-Frauenhospital, die Bruderschaft des Heiligen Sergius, das Heim zur Versorgung und Ausbildung armer Kinder, und ab 1910 war er Kurator der Großfürstin Jekaterina Michailowna-Schule des Kaiserlich-Patriotischen Frauenvereins. Lange war er Mitglied des Kuratoriums der Schwestern des Roten Kreuzes, was 1893 zur Gemeinschaft der Barmherzigen Schwestern der Heiligen Eugenia unter dem Patronat der Herzogin Eugenia Maximilianowna von Oldenburg führte. Er wurde Vizepräsident der Gemeinschaft und stiftete zwei Pflegeheime und ein Altersheim der Barmherzigen Schwestern Kaiser Alexander III. einschließlich der medizinischen Ausstattung.
Netschajew-Malzow war Vizepräsident der Kaiserlichen Gesellschaft zur Förderung der Künste und unterstützte die Zeitschrift Kunstschätze Russlands, zu deren Redakteuren Alexander Nikolajewitsch Benois und Adrian Wiktorowitsch Prachow zählten. In seinem Petersburger Haus befindet sich gegenwärtig die Hauptverwaltung des Innenministeriums für den Nordwest-Kreis der Föderation.
1885 gründete Netschajew-Malzow in Wladimir die Technische Iwan Sergejewitsch Malzow-Hochschule, die eine der besten Hochschulen Europas wurde. Beim Bau des Historischen Museums in Wladimir stiftete er das Glas für die Museumsvitrinen. Im Zentrum der nach ihm benannten Stadt Gus-Chrustalny wurde nach dem Plan von Alexander Nikolajewitsch Benois die großartige Kirche des Heiligen Georg gebaut und im Dorf Beresowka im Rajon Dankow die Kirche des Heiligen Demetrios von Thessaloniki zur Erinnerung an die Toten der Schlacht auf dem Kulikowo Pole. Ausgemalt wurden die Kirchen von Wiktor Michailowitsch Wasnezow. Dazu wurde in Gus-Chrustalny das Iwan-Sergejewitsch-Malzow-Armenhaus gebaut, während in Moskau ein Armenhauskomplex für Adlige mit Hilfe des Architekten Roman Iwanowitsch Klein errichtet wurde.

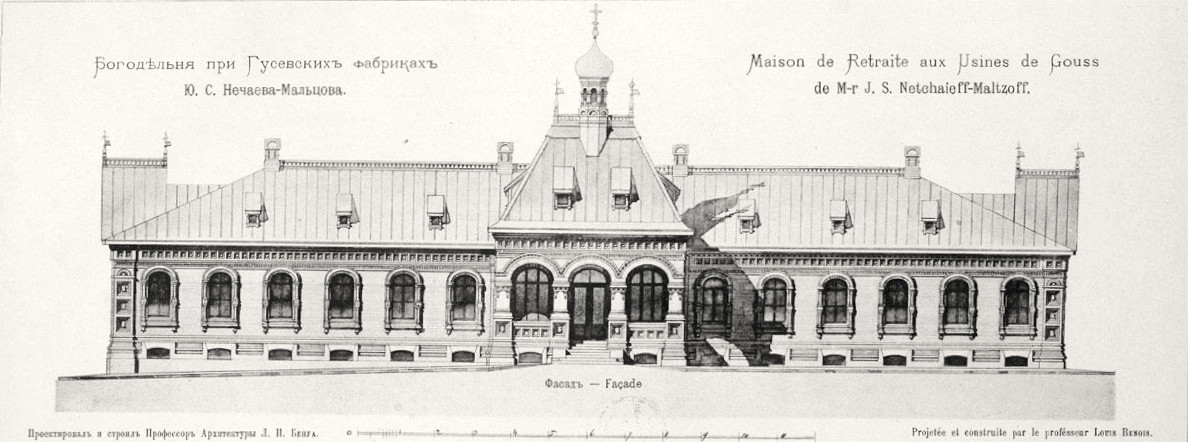
Altersheim der Fabrik von Juri Stepanowitsch Netschajew-Malzow in Gus-Chrustalny

Netschajew-Malzows größte Stiftung war die für das Museum für Bildende Künste, das heutige Puschkin-Museum in Moskau, dank derer die großartige Fassade möglich wurde. Er ließ die Steinmetze aus Italien kommen und bezahlte nicht nur den Marmor und die anderen kostbaren Materialien, sondern beispielsweise auch die Kopien der Mosaiken des Markusdoms in Venedig.
Auf Netschajew-Malzows Gutshof in seinem Geburtsort Polibino im Rajon Dankow befand sich das Museum der Schlacht auf dem Kulikowo Pole seines Vaters bis zur Oktoberrevolution. Als Gäste arbeiteten dort Lew Nikolajewitsch Tolstoi, Ilja Jefimowitsch Repin, Iwan Konstantinowitsch Aiwasowski, Konstantin Alexejewitsch Korowin, Wassili Dmitrijewitsch Polenow, Wiktor Michailowitsch Wasnezow, Iwan Wladimirowitsch Zwetajew, Nikolai Leontjewitsch Benois, Olga Leonardowna Knipper und Anna Andrejewna Achmatowa. In Polibino steht bis heute der bewundernswerte Stahlgitterturm des bedeutenden Ingenieurs Wladimir Grigorjewitsch Schuchow, den Netschajew-Malzow als weltweit erste Hyperboloidkonstruktion auf der Allrussischen Industrie- und Handwerksausstellung 1896 in Nischni Nowgorod gekauft hatte.
Der Nachlass des kinderlosen Netschajew-Malzow fiel 1914 an seinen entfernten Verwandten Graf Pawel Nikolajewitsch Ignatjew, und die Werke wurden 1918 verstaatlicht.